# Seul contre tous
Seul contre tous (traducción literal Solo contra todos) es una película francesa dirigida por Gaspar Noé en 1998. Primer largometraje de su director, es continuación de un mediometraje anterior, Carné (premio Semana de la Crítica en Cannes 1991).
Gaspar Noé tuvo grandes dificultades para reunir los fondos necesarios para realizar su primer largometraje. Necesitó cinco años para completar los fondos y tuvo que ser autofinanciada tras ser rechazada por todas las cadenas de televisión.
Gran parte del diálogo consiste en el monólogo interior en off de un carnicero que acaba de salir de prisión y busca reconstruir su vida desde cero.

## Reparto
- Felipe Nahón
- Blandine Lenoir
- Frankie dolor
- Martine Audrain
- Jean-François Rauger
- Guillaume Nicloux
- olivier doran
- Aïssa Djabri
- Serge Faurie